# Sibos
Sibos（サイボス、SWIFT International Banking Operations Seminar）は、国際銀行間通信協会（SWIFT）により毎年開催されている国際会議。1978年から開催されている。
世界各国の金融機関の重役やシステムの関係者が一堂に会する会議で、銀行業・決済、新興国市場、革新（イノベーション）、市場インフラ、規制・コンプライアンス、安全性、技術などに関する議題が扱われる。

## 開催都市
| 年   | 開催都市（国）                     | 地域       | 開催日           | 備考 |
| ---- | ---------------------------------- | ---------- | ---------------- | --- |
| 1978 | ブリュッセル（ベルギー）           | ヨーロッパ |                  | 設立5年後のSWIFT初のsibos。参加者数300人。                                                                                      |
| 1979 | アムステルダム（オランダ）         | ヨーロッパ |                  | |
| 1980 | コペンハーゲン（デンマーク）       | ヨーロッパ |                  | |
| 1981 | デュッセルドルフ（西ドイツ）       | ヨーロッパ |                  | |
| 1982 | ワシントン（アメリカ合衆国）       | 北アメリカ |                  | ヨーロッパ外で初開催 |
| 1983 | モントルー（スイス）               | ヨーロッパ |                  | |
| 1984 | バルセロナ（スペイン）             | ヨーロッパ |                  | |
| 1985 | ブライトン（イギリス）             | ヨーロッパ |                  | |
| 1986 | ニース（フランス）                 | ヨーロッパ |                  | |
| 1987 | モントリオール（カナダ）           | 北アメリカ |                  | |
| 1988 | ウィーン（オーストリア）           | ヨーロッパ |                  | |
| 1989 | ストックホルム（スウェーデン）     | ヨーロッパ |                  | |
| 1990 | ベルリン（ドイツ）                 | ヨーロッパ |                  | |
| 1991 | 香港                               | アジア     |                  | アジア初開催 |
| 1992 | ブリュッセル（ベルギー）           | ヨーロッパ |                  | |
| 1993 | ジュネーブ（スイス）               | ヨーロッパ |                  | |
| 1994 | ボストン（アメリカ合衆国）         | 北アメリカ |                  | |
| 1995 | コペンハーゲン（デンマーク）       | ヨーロッパ |                  | |
| 1996 | フィレンツェ（イタリア）           | ヨーロッパ |                  | |
| 1997 | シドニー（オーストラリア）         | オセアニア |                  | オセアニア初開催 |
| 1998 | ヘルシンキ（フィンランド）         | ヨーロッパ |                  | |
| 1999 | ミュンヘン（ドイツ）               | ヨーロッパ |                  | |
| 2000 | サンフランシスコ（アメリカ合衆国） | 北アメリカ |                  | |
| 2001 | 中止                               |            |                  | シンガポールで開催予定だったが、 アメリカ同時多発テロ事件の影響で中止                                                           |
| 2002 | ジュネーブ（スイス）               | ヨーロッパ |                  | |
| 2003 | シンガポール                       | アジア     |                  | |
| 2004 | アトランタ（アメリカ合衆国）       | 北アメリカ |                  | |
| 2005 | コペンハーゲン（デンマーク）       | ヨーロッパ |                  | |
| 2006 | シドニー（オーストラリア）         | オセアニア |                  | |
| 2007 | ボストン（アメリカ合衆国）         | 北アメリカ |                  | |
| 2008 | ウィーン（オーストリア）           | ヨーロッパ | 9月15–19日       | |
| 2009 | 香港                               | アジア     | 9月14–18日       | |
| 2010 | アムステルダム（オランダ）         | ヨーロッパ | 10月25–29日      | 参加者8,900人 |
| 2011 | トロント（カナダ）                 | 北アメリカ | 9月19–23日       | 参加者7,600人 |
| 2012 | 大阪（日本）                       | アジア     | 10月29日–11月1日 | 130を超える国から6,241人の参加者（うち日本人1,747人） インテックス大阪で開催。                                                  |
| 2013 | ドバイ（アラブ首長国連邦）         | 中東       | 9月16–19日       | |
| 2014 | ボストン（アメリカ合衆国）         | 北アメリカ | 9月29日–10月2日  | |
| 2015 | シンガポール                       | アジア     | 10月12–15日      | 参加者8,000人以上 |
| 2016 | ジュネーブ（スイス）               | ヨーロッパ | 9月26-29日       | 158か国から8,300人の参加者 |
| 2017 | トロント（カナダ）                 | 北アメリカ | 10月16-19日      | 参加者8,000人 |
| 2018 | シドニー（オーストラリア）         | オセアニア | 10月22-25日      | 参加者7,500人 |
| 2019 | ロンドン（イギリス）               | ヨーロッパ | 9月23-26日       | 参加者11,500人（過去最高） エクセル展覧会センターで開催。                                                                       |
| 2020 | オンライン開催                     |            | 10月5-8日        | ボストン（アメリカ合衆国）で開催予定だったが、新型コロナウイルスの影響により初のオンライン開催。約200か国から22,000人以上が登録 |
| 2021 | オンライン開催                     |            | 10月11-14日      | 参加者19,000人 |
| 2022 | アムステルダム（オランダ）         | ヨーロッパ | 10月10-13日      | 160を超える国から10,100人を超える参加者。RAIアムステルダムにて開催。                                                            |
| 2023 | トロント（カナダ）                 | 北アメリカ | 9月18-21日       | メトロ・トロント・コンベンション・センターにて開催予定                                                                          |